# ヴォルフガング・クラウザー
ヴォルフガング・クラウザー・フォン・シュトロハイム（ドイツ語: Wolfgang Krauser von Stroheim）は、SNK（SNKプレイモア）の対戦型格闘ゲーム『餓狼伝説』シリーズなどに登場する架空の人物。

## キャラクター設定
表向きはヨーロッパにある貴族・シュトロハイム家の当主で、真の姿は裏社会を牛耳る闇の帝王。口髭を蓄えており、額に十字の傷痕が刻まれている偉丈夫。2mの身長に体重は150kg近い筋骨隆々の巨躯と凄まじい戦闘能力を持ち、帝王の名にふさわしい風格を備えている。
登場時のデモなどでは鎧を着用した姿を見せるが、戦闘に入る前に脛当てなどを除いて脱ぎ捨て、上半身裸の軽装となる。この鎧はシュトロハイム家に代々伝わる由緒正しいものだが、本人は家の存続などには興味が薄く、いつか「灰色の服を着た男」が自分を迎えに来ることが宿命であると感じている部分がある。
『餓狼伝説2』（以下『餓狼2』と表記）では表社会進出という名目で、格闘大会「キング・オブ・ファイターズ」を開催する。ビリー・カーン（実はギース・ハワードの命令でクラウザーを監視していた）、アクセル・ホーク、ローレンス・ブラッドの3人の部下、通称「三闘士」を引き連れてサウスタウンに乗り込むも、『餓狼2』の参加キャラクターたち（公式ではテリー・ボガード）によって倒されることになる。『餓狼2』の中間デモでは、初代『餓狼』に登場したキャラクターたち（マイケル・マックス、ダック・キング、リチャード・マイヤ、タン・フー・ルー、ホア・ジャイ）を倒している描写がある。
なお、公式ストーリーコミックにおいては、テリーとの戦闘のほかに、ギースの持っていた秘伝書の入手を目的としていた。しかし、逆に部下として招いたビリーに自身の持っていた秘伝書を奪われる結果となった。
『餓狼2』のその後についてはゲーム中での描写はないが、テリーに敗北後、自決したとされる（どのように自決したかは不明）。しかし、『RB』で死亡したギースが『リアルバウト餓狼伝説スペシャル』（以下『RBS』と表記）では悪夢、『リアルバウト餓狼伝説2』（以下『RB2』と表記）では秦の秘伝書が見せた幻として登場しているのに対してクラウザーは生きて登場しており、『RB』にてビリー、ギース使用時にのみ登場するギースの影武者（シャドウ）はクラウザーがギース亡きあとの北米支配を狙って送り込んだものだという設定もあるが、公式には死亡しているために『RBS』『リアルバウト餓狼伝説スペシャル DOMINATED MIND』（以下『RBSDM』と表記）『RB2』ではパラレルで登場している。また、『餓狼2』のキム・カッファンのエンディングでは生きて登場している。
『餓狼伝説スペシャル』（以下『餓狼SP』と表記）において、ギースとは異母兄弟であることが明らかになった。だが、ギースもクラウザーもお互いの存在は認めておらず、反目し合っている。なお、ギースの異母兄弟という設定はアニメ『バトルファイターズ餓狼伝説2』で作られたものがゲームに逆輸入されたものである。アニメからゲームへの設定の逆輸入はほかにもあるが、このギースとの因縁が最たるものである。また、クラウザーのフルネームやシュトロハイム家の設定は、アニメで初めて明かされた形となっている（それ以前にシュトロハイムの名は一切メディアで記述されていない）。
クラウザーはギースから恐れられており、『RBS』の対戦勝利メッセージではギースはクラウザーに「帝王の気迫をみせてもらった」と一目置く発言をしている。また、テリーの義父のジェフ・ボガードと不知火舞の祖父である不知火半蔵とも過去に対戦して勝利している。しかし、その闘いの際にジェフの「パワーウェイブ」を喰らっており、額の十字傷はその際に負ったものである。
『RBS』『RBSDM』『RB2』では『餓狼SP』以前よりも髪が長くなり、上半身の筋肉がさらに膨れ上がった体格になった。
『餓狼2』および『餓狼SP』でのクラウザーステージは、ドイツのミッテルゲビルデ。ステージテーマ曲は、ヴォルフガング・モーツァルト作曲のレクイエム『ニ短調 K.626 Dies irae』（ラテン語: ディエス・イレ）が流れる。荘厳な劇場内で総勢60名のオーケストラ楽団が「怒りの日」を演奏するが、設定では「プレイヤーの視点（ゲーム画面）の後ろに指揮者がいる」とされており、指揮者はゲーム画面には映らない。闘いが始まる前に、クラウザーは「I will chisel your gravestone, sleep well.」（「ここを貴様の墓場にしてやる」）と宣言し、肩当てやマントを脱ぎ捨てる。『リアルバウト餓狼伝説』（以下『RB』と表記）シリーズでは『涙の日　K.626 Lacrimosa』）が流れる（背景では雷が落ちる演出がある）。

### ザ・キング・オブ・ファイターズ
『ザ・キング・オブ・ファイターズ』（以下『KOF』と表記）シリーズでは『KOF'96』（以下『'96』と表記）でギース、Mr.ビッグとともにボスチームを結成して参戦している。そのエンディングでは、ギースとビッグは相変わらず犬猿の仲であったが、クラウザーはとくに2人とわだかまりはないようで、試合を楽しんでいた。また、同シリーズに登場するルガール・バーンシュタインは、クラウザーの代表的な必殺技「カイザーウェーブ」を模倣して使用している。『KOF'94』（以下『'94』と表記）の餓狼チームのエンディングではギースの次に姿を見せており、この時の2人の台詞には、ルガールを知っていることを匂わせる節がある。その際「テリーたちを倒すのは自分の役目」という趣旨の台詞を言う。また、同じくこの時の2人の台詞から『餓狼2』後のストーリーの設定になっているが、死亡してはおらず、『RBS』『RBSDM』『RB2』同様でパラレルで登場している。
『KOF'97』以降は長らく背景やストライカーとしてしか登場していなかったが、『KOF'98』のリメイク版である『KOF'98 ULTIMATE MATCH』（以下『'98UM』と表記）において操作キャラクターとして再登場することになった。ルガールとの対戦時には、互いに「カイザーウェイブ」を撃ち合い、互いに挑発するという試合前の掛け合いが追加されている。なお、ごくまれにではあるが、特定のタイミングでこの掛け合いをカットすると、通常は相殺されるはずの「カイザーウェイブ」が相手に当たるというバグがある（当たった分はダメージとして減っている）。

### カプコンとのクロスオーバー
『頂上決戦 最強ファイターズ SNK VS. CAPCOM』ではベガによって倒されていることが、ギースのエンディングで分かる。クラウザーと戦うためにシュトロハイム城を訪れたギースの前に、「クラウザーを葬った」とベガが述べて現れる。そのため、『頂上決戦 最強ファイターズ』ではシュトロハイム城のステージのみ登場している。
SNKとカプコンのクロスオーバー作品である『SNK VS. CAPCOM 激突カードファイターズ』では、シリーズすべてにクラウザーの個別キャラクターカードが登場している。

## ゲーム上の特徴
『餓狼2』にて、三闘士を倒したあとに待ち受ける最終ボスとして初登場した。リーチの長い通常技と、隙が少なく、上下に打ち分ける飛び道具「ブリッツボール」、巨大な攻撃判定を誇る「カイザーウェイブ」を駆使してプレイヤーを圧倒する。ギースに続いて使用する「当て身投げ」は、本作では通常技だけでなく必殺技も受け止める（クラウザーの起き上がりや、接近戦で技を仕掛けると食らうことがある）という脅威の性能であった。反面、ライン移動攻撃はパンチとキックの区別が無く、しゃがまれるとほとんどの相手には当たらず、そこで相手にしゃがみ攻撃を出されると一方的に食らうという致命的な弱点もある。この点は『餓狼SP』でも変わらない。一部の移植版『餓狼2』では、隠しコマンドを入力することで三闘士とともに使用可能である。
最初から使用可能となった『餓狼SP』では通常技が全体的に変更されている。『餓狼2』では遠距離立ち強キックであった「レッグトマホーク」は必殺技に変更され、通常技の近距離強攻撃からキャンセルして出すと連続技にできる。超必殺技となった「カイザーウェイブ」は、相手の飛び道具に相殺される点は変わらないが、奥ラインに障害物があるステージ（つまり事実上の1ラインのステージ）で出せば脅威の強さを誇る（避けられる手段が限定されるため）。ギースと異なり、使用可能な当て身投げは「中段」のみだが、それでも相手の攻撃を受け止めて投げ捨てる点はクラウザーの強さの1つでもある。
『RBS』では通常の最終ボスとして登場する。攻撃リーチの長さは相変わらずで、「ブリッツボール」の隙がさらに小さくなり、「上段当て身投げ」のほかに投げ技が多数追加され、打撃と投げの両方を駆使して戦うようになっている。またインストラクションカードに載っていない潜在能力「アンリミテッドデザイアー」はいわばギースの「デッドリーレイブ」のクラウザー版で、潜在能力にふさわしい威力の高さを見せる。

## 技の解説

### 通常技

#### 『KOF』シリーズ
技名が公表されている『'96』の名称のみ記載。
| 操作           | 立ち（近距離）     | 立ち（遠距離）     | しゃがみ           | 垂直ジャンプ             | 前方ジャンプ             | 後方ジャンプ             |
| -------------- | ------------------ | ------------------ | ------------------ | ------------------------ | ------------------------ | ------------------------ |
| 弱パンチ       | デスクロー         | バーチカルフック   | ディレートカッター | イーグルクロー           | イーグルクロー           | イーグルクロー           |
| 強パンチ       | ダブルデスクロー   | サブマリンアッパー | グランドカッター   | フライングカイザーブレス | フライングカイザーブレス | フライングカイザーブレス |
| 弱キック       | ローキック         | サイドキック       | ディレートキック   | ブレインクラッシュ       | ブレインクラッシュ       | ブレインクラッシュ       |
| 強キック       | ハイキック         | ミドルキック       | グランドキック     | スワンキック             | スワンキック             | スワンキック             |
| ふっ飛ばし攻撃 | ニー・クラッシャー | ニー・クラッシャー | -                  | カイザードロップキック   | カイザードロップキック   | カイザードロップキック   |

### 特殊技
クラウチングアッパー
『餓狼SP』での避け攻撃。体を素早く捻ってから手刀を払う。『餓狼2』での避け攻撃は、遠距離立ち強パンチと同じ「サブマリンアッパー」が出る。
カイザーボディープレス
『餓狼SP』までの技（ジャンプ中のパンチ攻撃）だが、『RBS』では特殊技扱い。下方向への判定が強く、めくりも可能になっている。
デスハンマー
『RBS』での特殊技。拳を地面に叩き付ける技でしゃがみガード不可。必殺技でのキャンセルも可能。
ダイビングエルボー
『RBS』での、ダウンした相手への追い打ち攻撃。『RBSDM』では必殺技である。大きく飛び上がってエルボードロップを放つ。

### 通常投げ
リフトアップブロー
相手を掴んで自分の体の上まで持ち上げてから、拳で突き上げて吹き飛ばす。『餓狼SP』までは通常投げだったが、後に必殺技になった。
ニースマッシャー
『餓狼SP』と『RBS』での通常投げ。相手の腹部に膝蹴りを叩き込む。
ネックハングブロー
相手の顔面を片手で掴んで、そのまま持ち上げて腹部に連続で拳を叩き込む。
クリフハンガードロップ
『KOF』シリーズでの通常投げ。相手を掴んで大きく持ち上げてから、自分の膝の上に叩き付ける。
カイザードライバー'91
『KOF』シリーズでの通常投げ。相手を掴んでパイルドライバーのように叩きつける。ダウン回避不可。

### 必殺技
ブリッツボール（上段、下段）
気で作った炎の弾を飛ばす技。上記の通り、上段側に飛ばすコマンドと下段側に飛ばすコマンドが存在する。「上段ブリッツボール」は軌道が高く、地を這う飛び道具と相殺することができない。『餓狼2』と『餓狼SP』での「上段ブリッツボール」は不知火舞とタン・フー・ルーは姿勢の関係で立ったままでかわすことができる。
レッグトマホーク
突進系の浴びせ蹴り。『餓狼2』では通常技だったが、『餓狼SP』以降は必殺技となった。
激レッグトマホーク
『餓狼2』のメガドライブ版にのみ存在する技。オーラを纏った「レッグトマホーク」。
当て身投げ
ギースの使う「当て身投げ」とは少し異なる。『餓狼2』でのクラウザーは上段と中段の両方を使用できる。『餓狼SP』では中段のみ使用できる。
フェニックススルー / パワーボムF
『RBS』以降の当て身投げ。性質はギースの「上段当て身投げ」に近い。
初出の『RBS』とそれ以降で技の形態が異なり、『RBS』では受け止めた後に反対側のラインに移動し、炎上させながら投げ捨てる。『RB2』以降は受け止めた後、掴み上げてからパワーボムで叩きつける。ライン移動が存在しない『RBSDM』では後者が「パワーボムF」として実装されている。
リフトアップブロー
通常投げであった『餓狼2』・『餓狼SP』と挙動が違い、相手を掴んで上空に投げ上げ、落ちてきたところを拳で突き上げる。『RBS』以降はコマンド投げとして使用する。『'98UM』でも使用する。
デンジャラススルー
『RBS』以降の必殺技でコマンド投げ。相手を後ろに投げて姿勢を崩す。
グリフォンアッパー
『RB2』での「デンジャラススルー」の追加入力技。崩した相手にアッパーを決める。
カイザークロー
『RB2』の必殺技。空中の相手に手を伸ばして掴む対空投げ。
カイザーキック
『'96』と『'98UM』での必殺技。軌道の高いドロップキック。強攻撃キャンセルで連続技になり、威力もそれなりに高いが、攻撃後の隙は大きい。
カイザーデュエルソバット
『'96』と『'98UM』での必殺技。踏み込んでからの膝蹴りと後ろ回し蹴りのコンビネーション。『'98UM』では後ろ回し蹴りを「ブリッツボール」か「レッグトマホーク」でキャンセル可能。
カイザースープレックス
『'96』と『'98UM』での必殺技。相手の背後に回ってから掴み、後ろに飛びながらのジャーマンスープレックスを決める投げ技。

### 超必殺技（潜在能力）
カイザーウェイブ
直立して両腕を後ろに引いてから、巨大な気弾を発射する。初めて登場したのは『餓狼2』だが、当時は通常の必殺技であった。ジャンプで飛び越すことがほぼ不可能な巨大飛び道具であり、威力は大きいものの、相手の飛び道具で相殺される（ライン移動や無敵技でも避けることが可能）。『餓狼2』の家庭用ハード移植版では、メガドライブ版とゲームボーイ版のみ、三闘士とクラウザーの4人にも超必殺技が用意されているが、クラウザーの超必殺技はこの技になっている（スーパーファミコン版では4人には超必殺技がない。だが前述のとおり、「カイザーウェイブ」は通常の必殺技扱いであり、溜め技ではなくコマンド技である）。
『餓狼SP』や『'96』（『餓狼2』の家庭用ハード移植版を除く。前述の通り『餓狼2』では扱いが必殺技になっている）以降は超必殺技となったが、『餓狼SP』ではタメコマンドの技に変更されたほか、相手の飛び道具に相殺される点は変わらない。それ以降のシリーズでは、ボタン押しっぱなしで溜めて威力を上げることができる。『RB』シリーズでは、溜めることで気弾の色が変わり、威力の上昇に加えて別ラインにも攻撃判定が出るようになる（ラインの概念がない『KOF'98UM』では別ラインの攻撃判定が出ないものの、威力は上昇する）。
『'96』ではパワーMAX状態で出すと、パワーMAX状態の「覇王翔吼拳」すらも一方的にかき消しつつ飛んでいくほどに貫通能力が上がる。
ギガティックサイクロン
潜在能力。両腕を眼前でクロスし、相手を近距離まで引き寄せると両腕を左右に伸ばして回転、竜巻を起こして相手をそれに巻き込む。一見すると打撃技だがゲーム中での扱いは投げ技（原理は不明だが腕をクロスさせている時に相手が引き寄せられる）で、『RBS』では立ち弱パンチが当たるか当たらないかの距離でも強引に吸い込むほどの投げ間合いを誇ったが、『RB2』では投げ間合いが大幅に狭くなり弱体化した。
『'98UM』でも超必殺技として存在。レバー半回転×3+ボタンというとっさに出すのが難しいコマンドになっている。
アンリミテッドデザイアー
もう一つの潜在能力で、ギースの「デッドリーレイブ」と同じく突進後ボタンを順に入力していくタイプの乱舞技。「デッドリーレイブ」よりもボタンを押す順番が複雑で覚えにくく、最後の追加入力は2種類ある。下記の「アンリミテッドデザイアー2」に分岐せず、最後をCボタンのみ入力した場合は「サブマリンアッパー」でフィニッシュする（相手はダウンしない）。
『RB2』では最後まで技を出し切るよりも8発目でコマンドを止め、コンビネーションアタック（浮かせ）→カイザークロー→ダウン攻撃に繋いだ方が結果的に高ダメージとなる。
『'98UM』では突進ヒット後に自動的に乱舞して、ノーマル版は炎を纏った「レッグトマホーク」、MAX版はアッパーの際に全身から気を立ち昇らせる「リフトアップブロー」をフィニッシュに決める。
アンリミテッドデザイアー2
上記の技から最後の追加入力で分岐する技。演出的には乱舞技のフィニッシュ（10発目）がノーマル版の「サブマリンアッパー」から「ギガティックサイクロン」となる。入力コマンドは「アンリミテッドデザイアー」（ノーマル）と9発目までは同じだが、10発目がレバーコマンド＋2ボタン同時押しというさらに複雑なものとなっている。

## 他のメディアでのクラウザー
- 『コミックボンボン』連載の漫画版『餓狼伝説2』（細井雄二・著）では「リヒャルト」というアンディ・ボガードと瓜二つの亡くなった息子がいた設定になっており、それを理由にチン・シンザンがアンディを拉致していた。また、この漫画版では額の傷は「息子と手合わせしたときに双方の技が暴発して付いた[注 3]」と設定変更されている。
- 『バトルファイターズ餓狼伝説2』ではギースの異母弟という設定が付加されて、それに伴いクラウザーのキャラクター設定も中年から口髭や額の傷が無い26歳の青年に変更されている。格闘宗家たるシュトロハイム家の総帥として国家首脳の外遊における護衛を務めるなど、裏社会のみならず表社会にも影響力を持つ存在だが、幼い頃に父ルドルフを手合わせの最中に殺害して以来「強さ」や「戦い」というものに空しさや疑問を感じている。以上のような設定変更もあってゲームでの「表社会への進出」という目的ではなく、心の空虚を埋め疑問を解消するに足る相手として、義兄ギースを倒したテリーに戦いを挑むという形に変更されている。なお口髭については、キャラクターデザインを担当した大張正己によると「クラウザーなら気分によって髭を剃ることもあるでしょうね」とゲームの開発スタッフからOKをもらったとのことである[注 4]。

## 担当声優
- マイケル・ビアード(Michael Beard)（『餓狼2』、『餓狼SP』）[6]
- B.J.Love（『RBS』〜『RB2』、『KOF』シリーズ）
- ダンカン・ハミルトン（『SNKファンコレクション 餓狼伝説』）
- 逆木圭一郎（攻略ビデオ『餓狼伝説スペシャル 〜超絶武闘会〜』）
- 鈴置洋孝（アニメ『バトルファイターズ 餓狼伝説2』、電撃CD文庫『餓狼伝説2』『餓狼伝説SPECIAL』）
- 高戸靖広（アニメ『バトルファイターズ 餓狼伝説2』：少年時代）
- 岩端卓也（アニメ『THE KING OF FIGHTERS:DESTINY』：幼少期）
- 青山穣（アプリ『THE KING OF FIGHTERS ALLSTAR』）

## 関連人物
- ジェフ・ボガード - かつて因縁があった相手
- テリー・ボガード - 敵対関係
- アンディ・ボガード - 敵対関係
- ギース・ハワード - 異母兄弟（『バトルファイターズ餓狼伝説2』では異母兄）、敵対関係、『KOF'96』『KOF'98UM』のチームメイト
- ローレンス・ブラッド - 側近
- ビリー・カーン - 実はギースの密偵だった配下（『餓狼2』の発売当初は普通の配下という設定）
- アクセル・ホーク - 元・配下
- ルガール・バーンシュタイン - 敵対関係
- Mr.ビッグ - 『KOF'96』『KOF'98UM』のチームメイト